# Donacia akiyamai
Donacia akiyamai là một loài bọ cánh cứng trong họ Chrysomelidae. Loài này được Komiya miêu tả khoa học năm 2001.